# Prisaca (okręg Caraș-Severin)
Prisaca – wieś w Rumunii, w okręgu Caraș-Severin, w gminie Constantin Daicoviciu. W 2011 roku liczyła 361 mieszkańców. 